# Réserve naturelle nationale des marais de Kaw-Roura
La réserve naturelle nationale des marais de Kaw-Roura (RNN139) est une réserve naturelle nationale située en Guyane. Créée en 1998 et occupant un peu moins de 94 700 hectares, elle est la troisième réserve naturelle de France par sa superficie après celles des Nouragues et des Terres australes françaises.

## Localisation

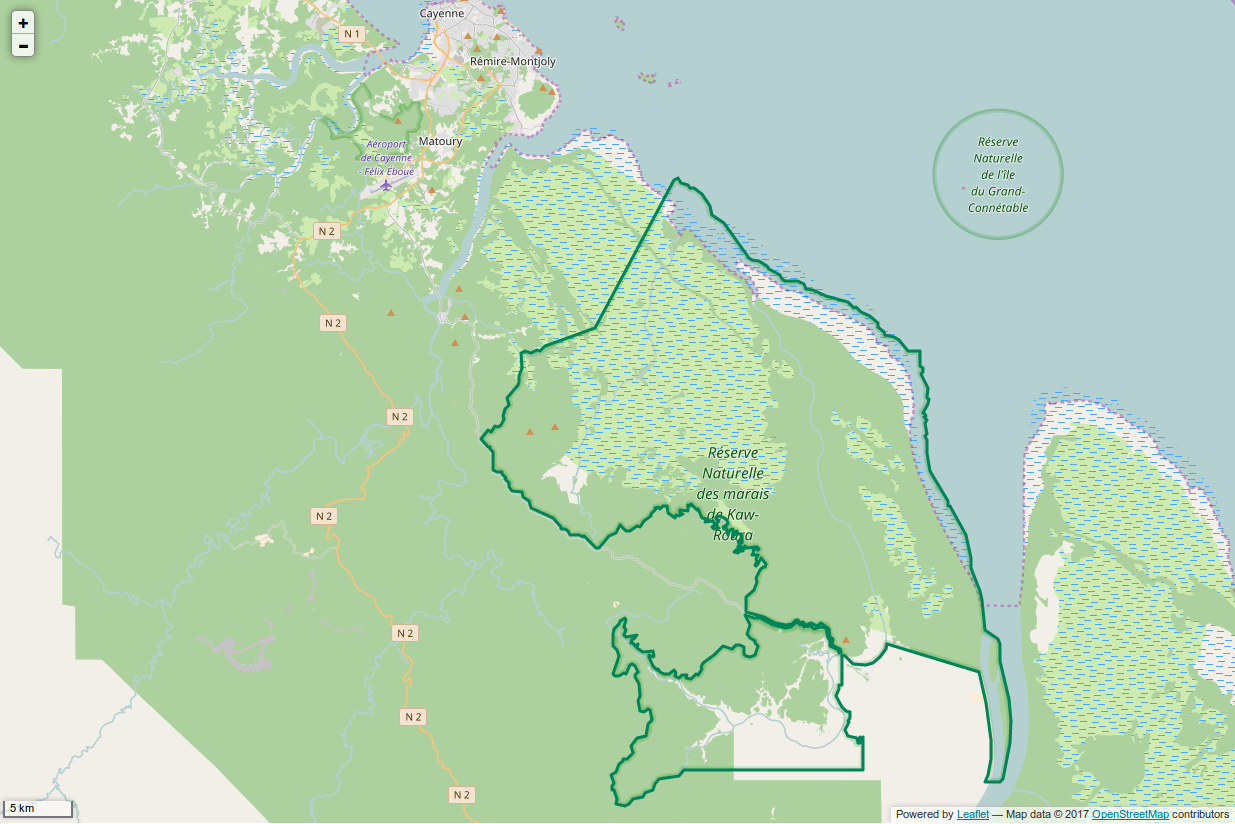
Périmètre de la réserve naturelle.

Le territoire est situé à environ 90 kilomètres au sud-est de Cayenne sur les communes de Roura et de Régina en Guyane et englobe le petit village de Kaw ainsi qu'une partie du littoral. De par sa superficie (94 700 ha), elle est la troisième réserve naturelle de France après celles des Nouragues et des Terres australes françaises et la deuxième réserve naturelle terrestre après celle des Nouragues. C'est aussi la plus vaste zone humide de France. Le territoire est encadré par les fleuves Mahury au Nord-Ouest et Approuague à l'Est.

## Histoire du site
La forêt de la Montagne de Kaw possède la plus forte pluviométrie de la Guyane, ce qui expliquerait qu'elle aurait servi de refuge pour la faune et la flore lors des périodes de grandes sécheresses de l’ère du Pléistocène
Les premiers habitants de la région de Kaw étaient des amérindiens. Les premiers européens arrivent sur les lieux à la fin du XVIe siècle et la région de Kaw est colonisée à partir du XVIIIe siècle.

## Écologie
Cette réserve se compose essentiellement d'une zone marécageuse de savane flottante à Cyperus sp. et à moucou-moucous (Araceae), irriguée par la crique Angélique et la rivière de Kaw. Elle est uniquement accessible par voie fluviale. Elle abrite des écosystèmes de mangrove, de savane inondable de forêt marécageuse et de forêt tropicale humide.

### Flore

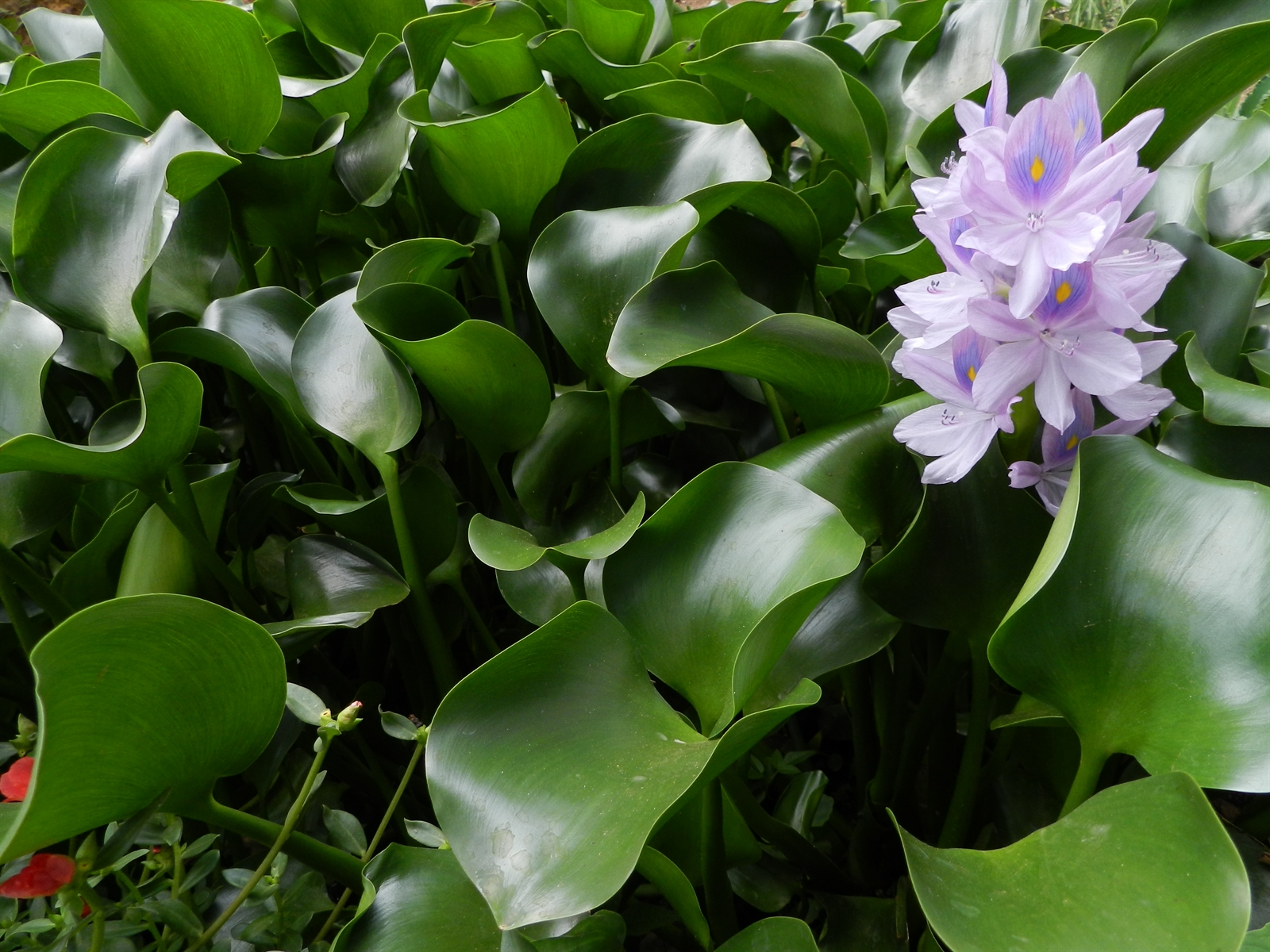
Jacinthe d'eau

La flore compte des utriculaires, plantes carnivores qui capturent de petits organismes au niveau de leurs racines, et quelques espèces de jacinthe d'eau, plantes très envahissantes dans de nombreux pays tropicaux, sauf ici car c'est leur région d'origine et l'écosystème y est adapté.

### Faune
On trouve dans la réserve naturelle des espèces rares ou ayant une répartition géographique limitée comme le Caïman noir ou l'Ibis rouge ainsi que des espèces insolites comme l'Hoazin huppé (oiseau primitif) ou l'Atipa (poisson).
Pour les mammifères, on compte 98 espèces présentes dans la région de Kaw parmi lesquelles 38 sont remarquables. La réserve naturelle compte 54 % des espèces protégées de Guyane comme le Cabiaï, le Lamantin, la Loutre géante et la Loutre de Guyane, le Jaguar, le Singe hurleur, le Saïmiri, l'Atèle, le Tapir.
L'avifaune de la région de Kaw est très riche puisqu'on y recense 535 espèces d'oiseaux soit 74 % de l'avifaune de Guyane. On y trouve ainsi le Héron cocoi et le Héron agami, la Grande aigrette, le Jacana noir, le Coq-de-roche, la Harpie féroce et la Harpie huppée.
Les amphibiens comptent 74 espèces, les reptiles 103 espèces dont 4 espèces de caïmans : le Caïman rouge, le Caïman gris, le Caïman à lunettes et le Caïman noir. Pour celui-ci, la réserve fait office de sanctuaire.
On peut signaler également dans les poissons la présence de gymnotes (anguilles électriques).

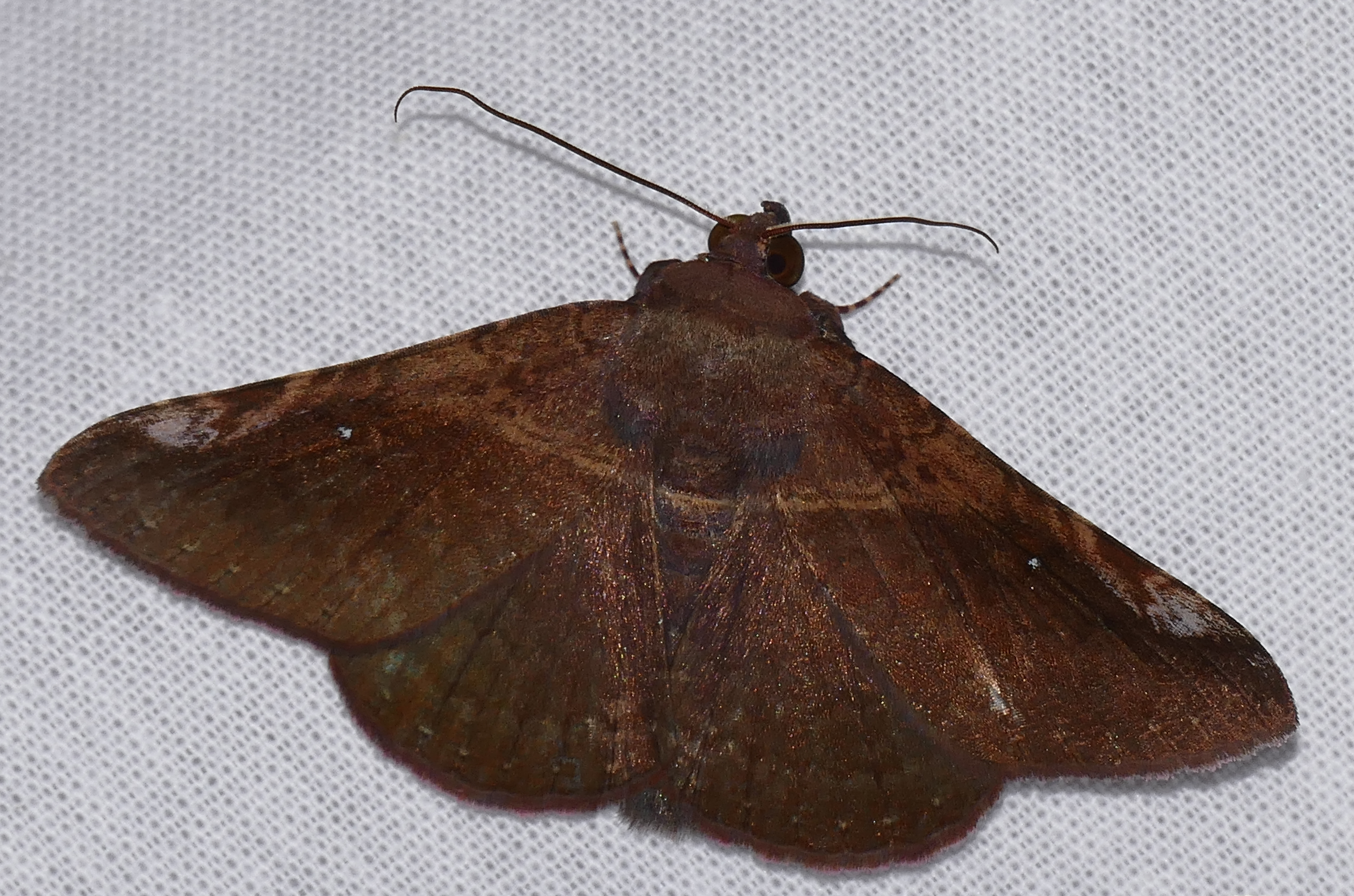
Papillon Arctiini (Ophisma minna).
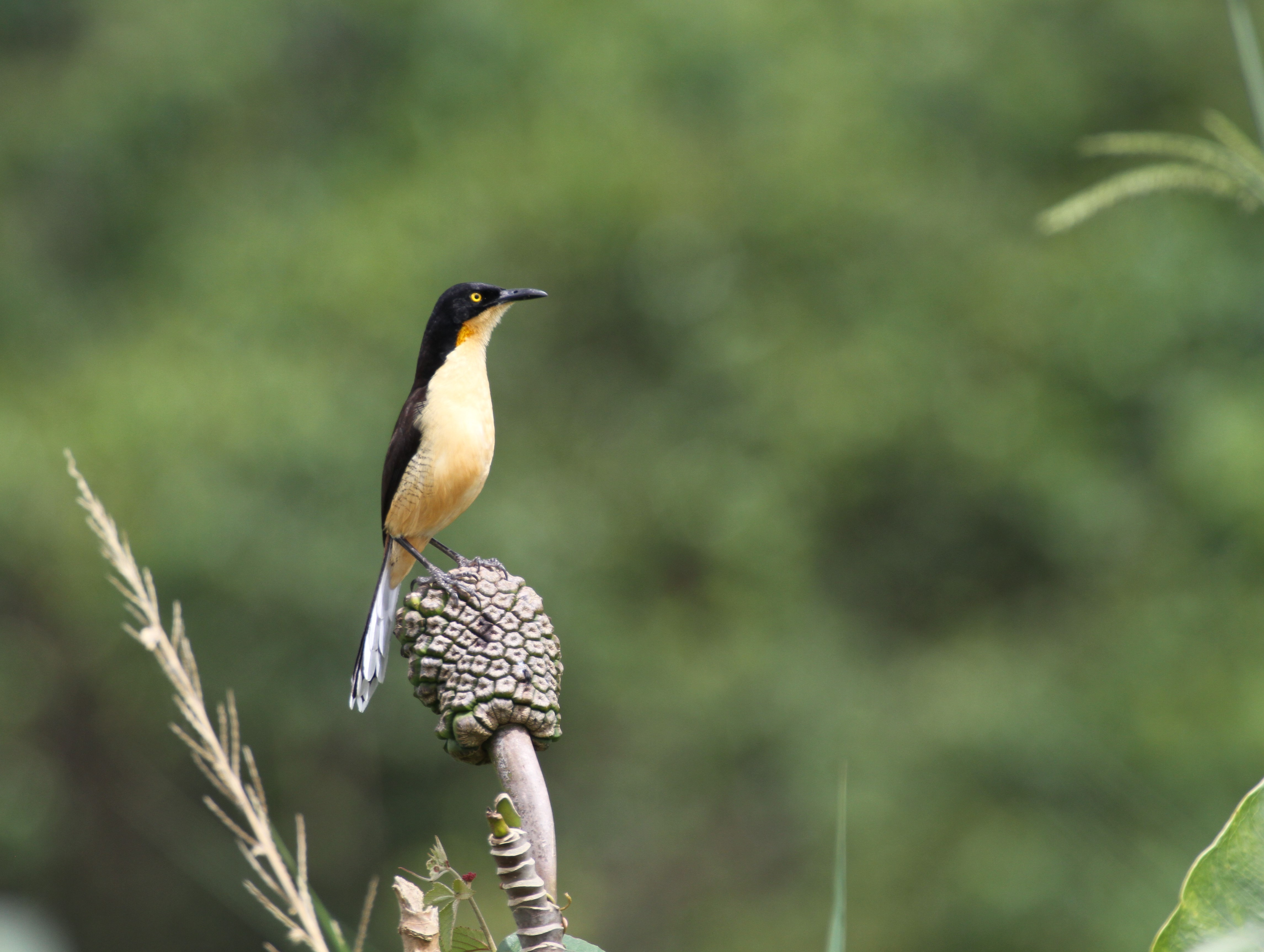
Troglodyte à miroir.
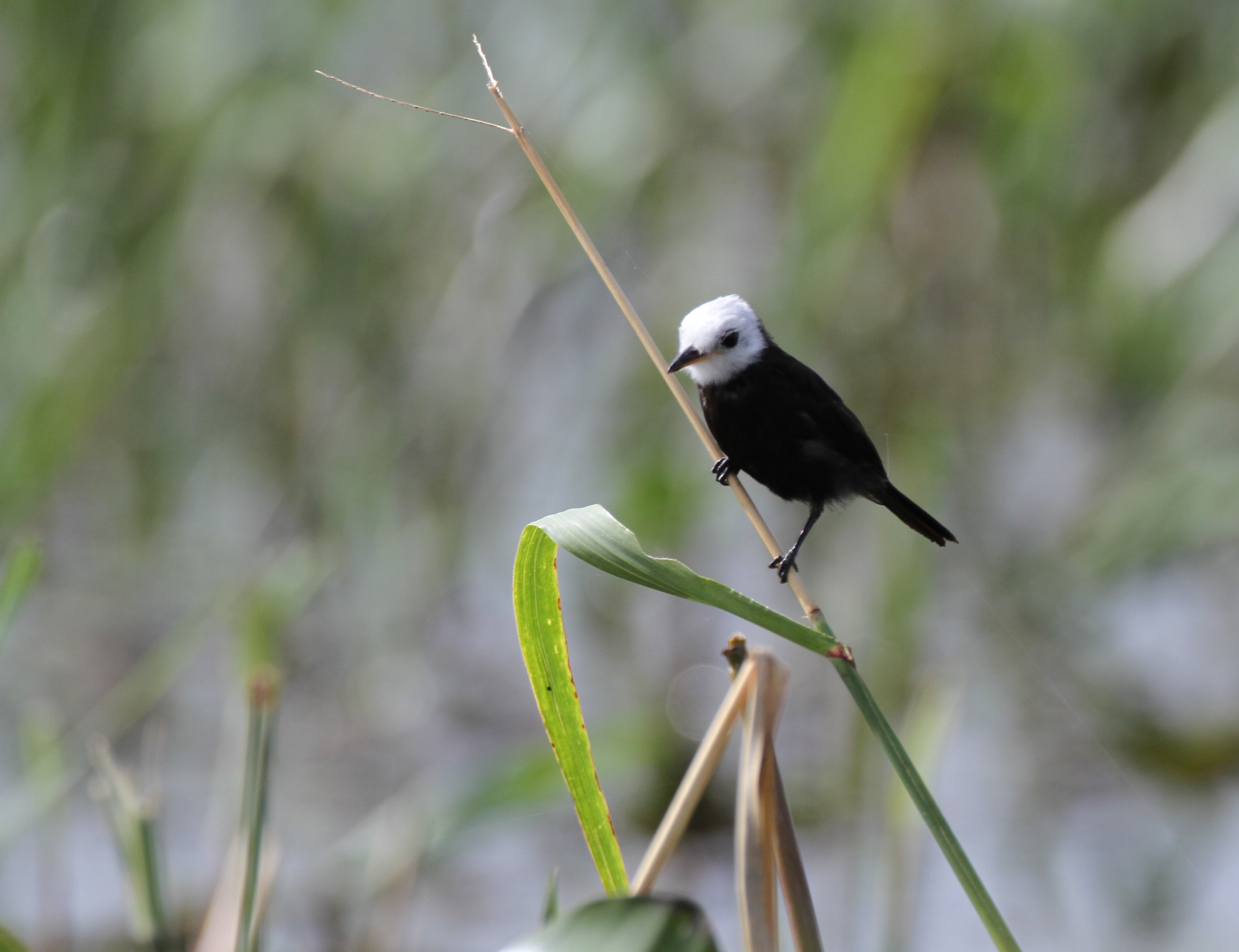
Moucherolle à tête blanche.
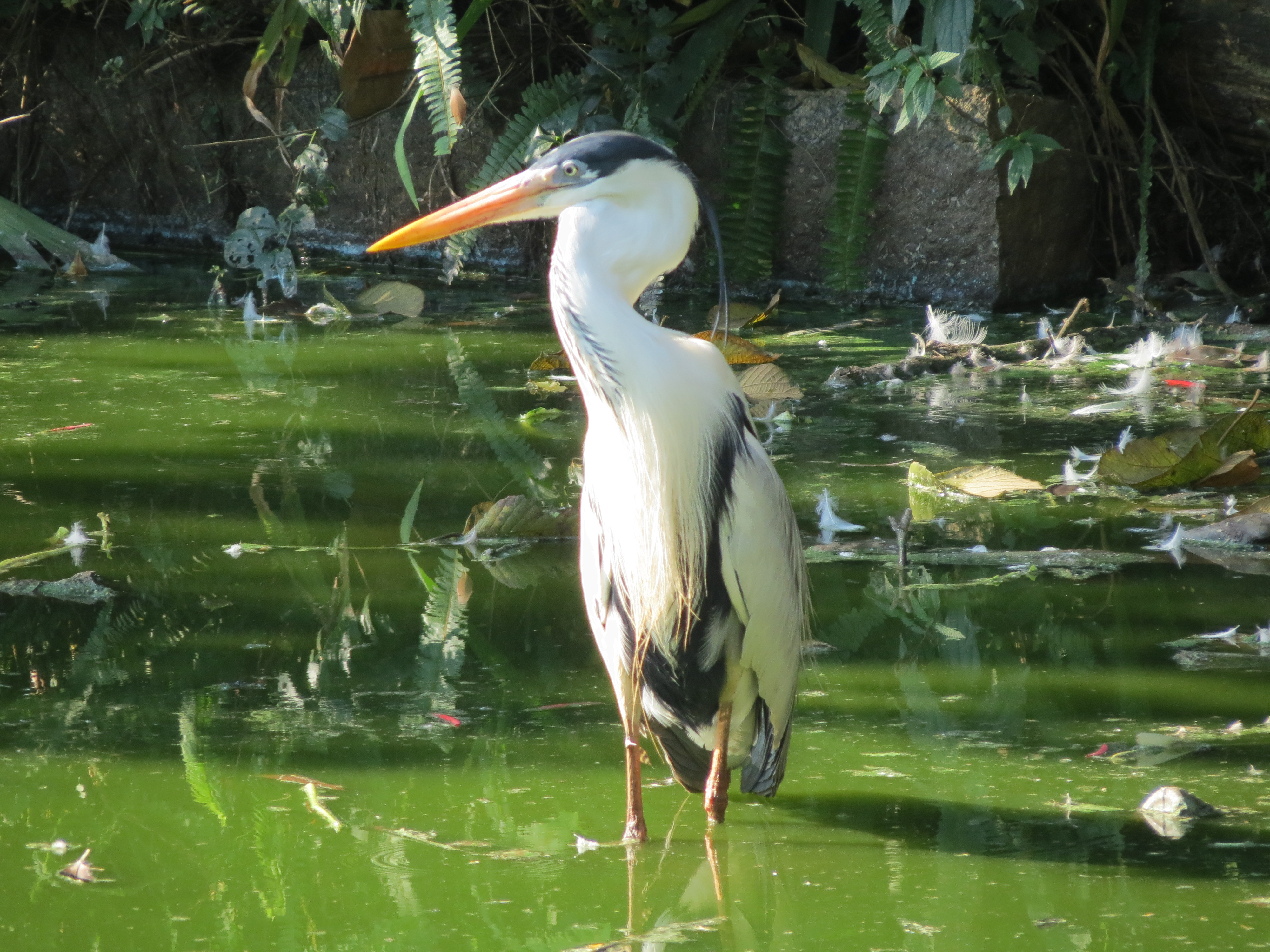
Héron cocoi.
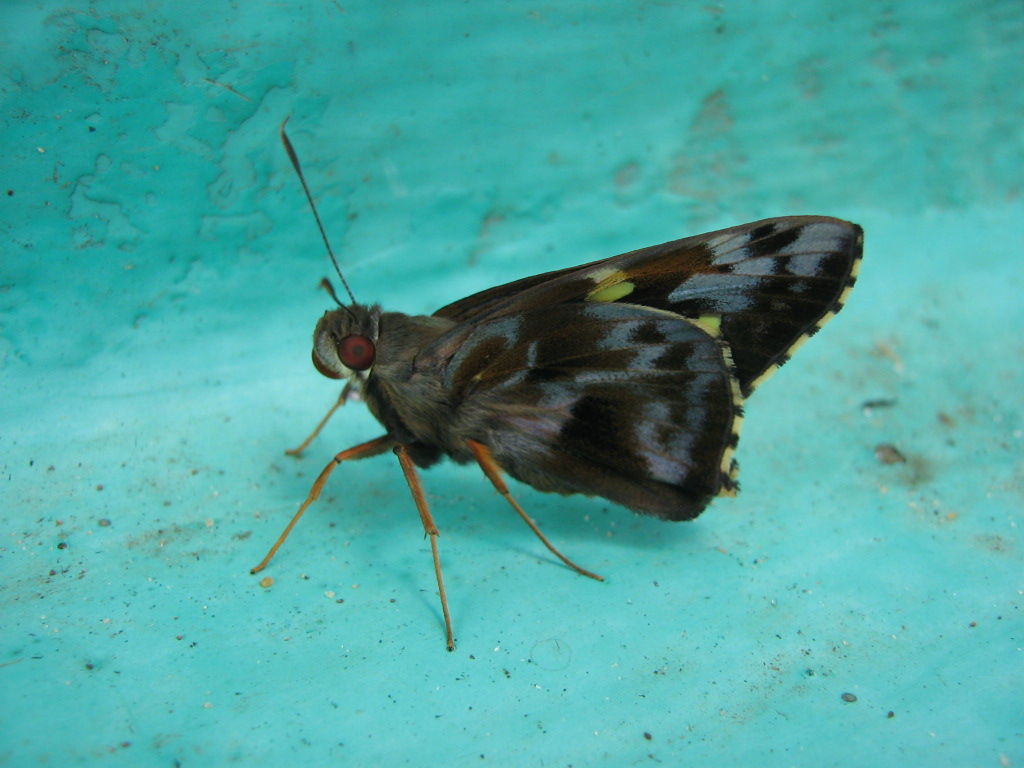
Papillon.
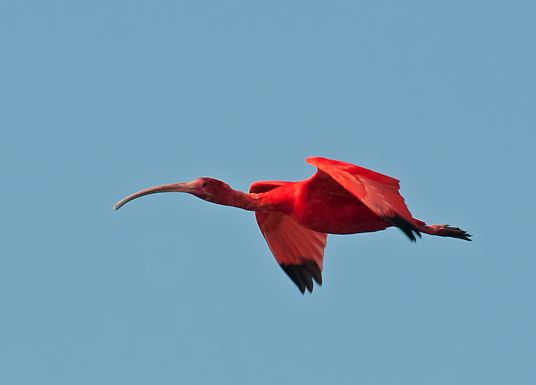
Ibis rouge.
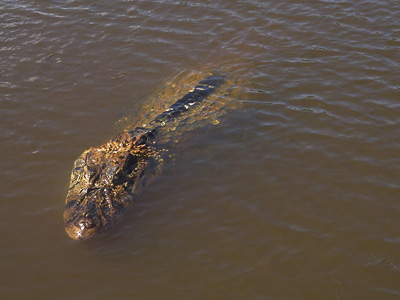
Caïman noir.

## Activités humaines
La réserve a la particularité de comprendre un village habité dans son périmètre.

### Tourisme
La réserve peut être visitée à l'aide de canoés, pirogues ou d'autres embarcations.

## Administration, plan de gestion, règlement
La réglementation de la réserve naturelle encadre la pêche, la chasse et les différentes activités humaines.

### Outils et statut juridique
La réserve naturelle a été créée par le décret n° 98-166 du 13 mars 1998. Ce classement remplace l'arrêté préfectoral de protection de biotope de 1989 qui protégeait la zone auparavant.
Le site est classé en tant que zone humide d'importance internationale au titre de la convention de Ramsar depuis 1993.

### Maison de la réserve
Fermée en 2013 à la suite de la fin de la gestion par l'Association pour la gestion des espaces protégés (Agep), la maison de la réserve est réouverte au public en 2015 après 2 ans de travaux. Elle referme avec la crise sanitaire de la covid-19 et n'est plus occupée depuis.

### Dysfonctionnements
Un rapport du CGEDD datant de 2019 met en exergue des problèmes dans la gestion de cette Réserve Naturelle Nationale par le PNRG,. En 2022 la gestion de la réserve passe à un groupement formé du Conservatoire d'espaces naturels de Guyane et de deux mairies.

## Galerie

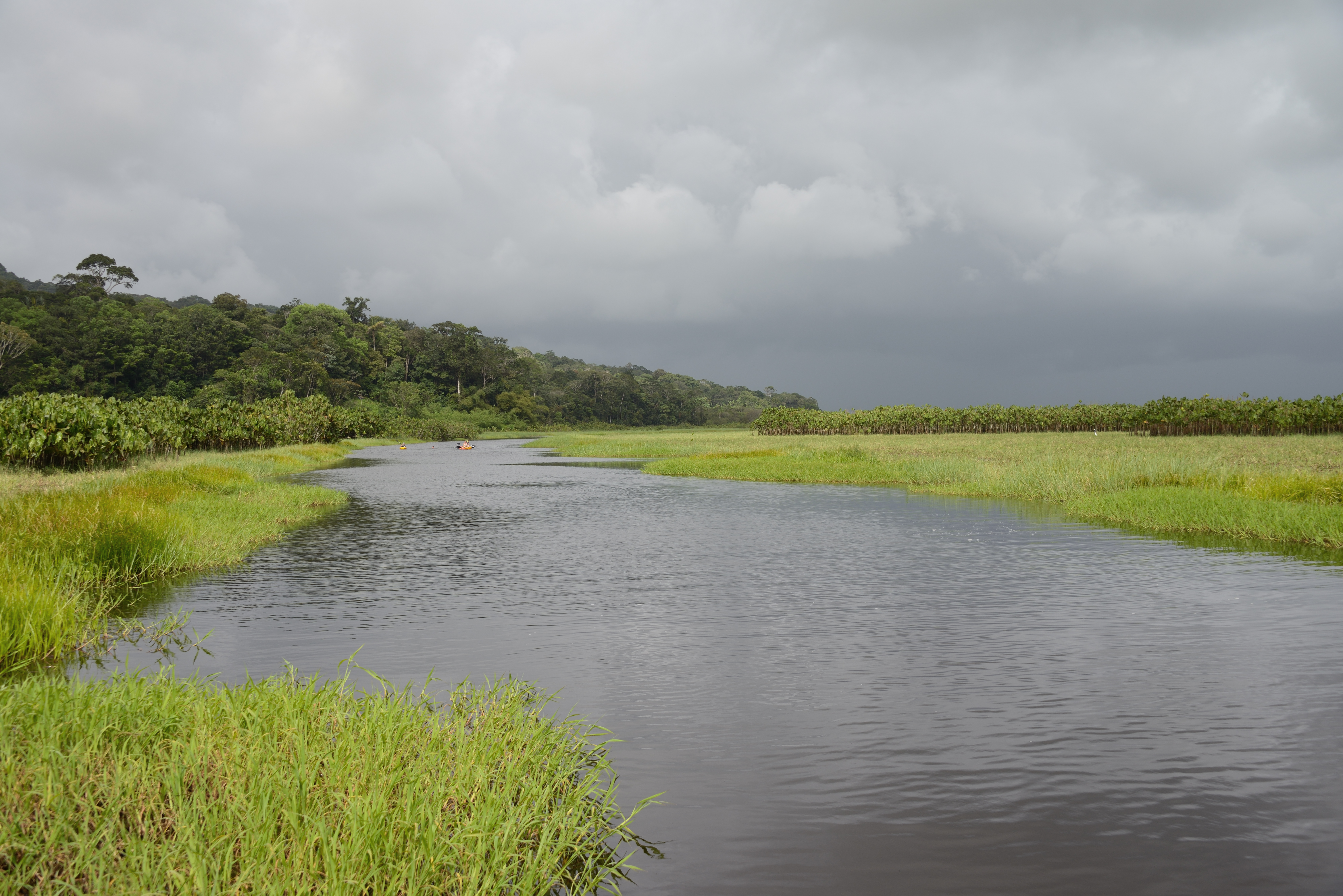
Rivière de Kaw, marais de Kaw.
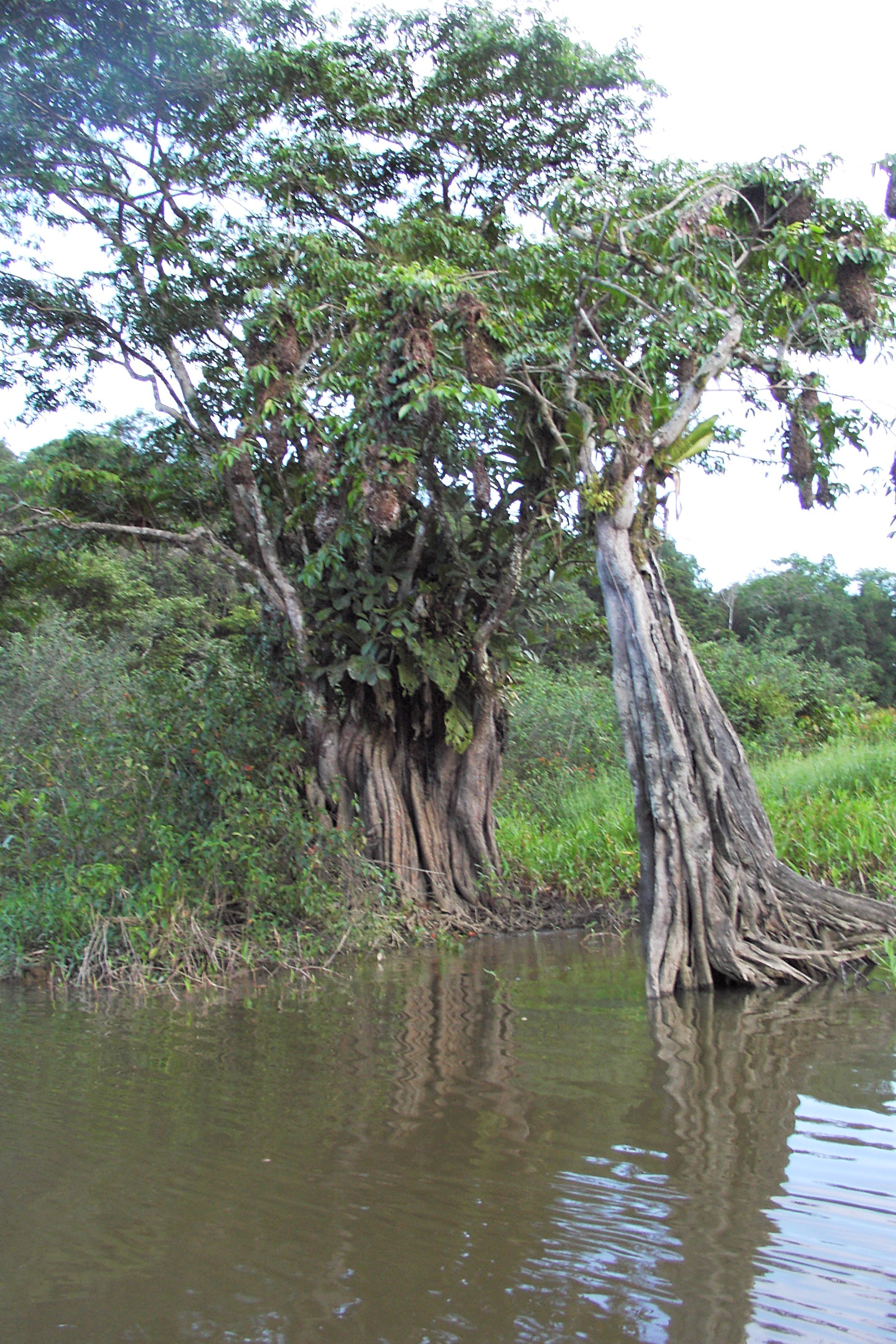
Mangrove du marais de Kaw.
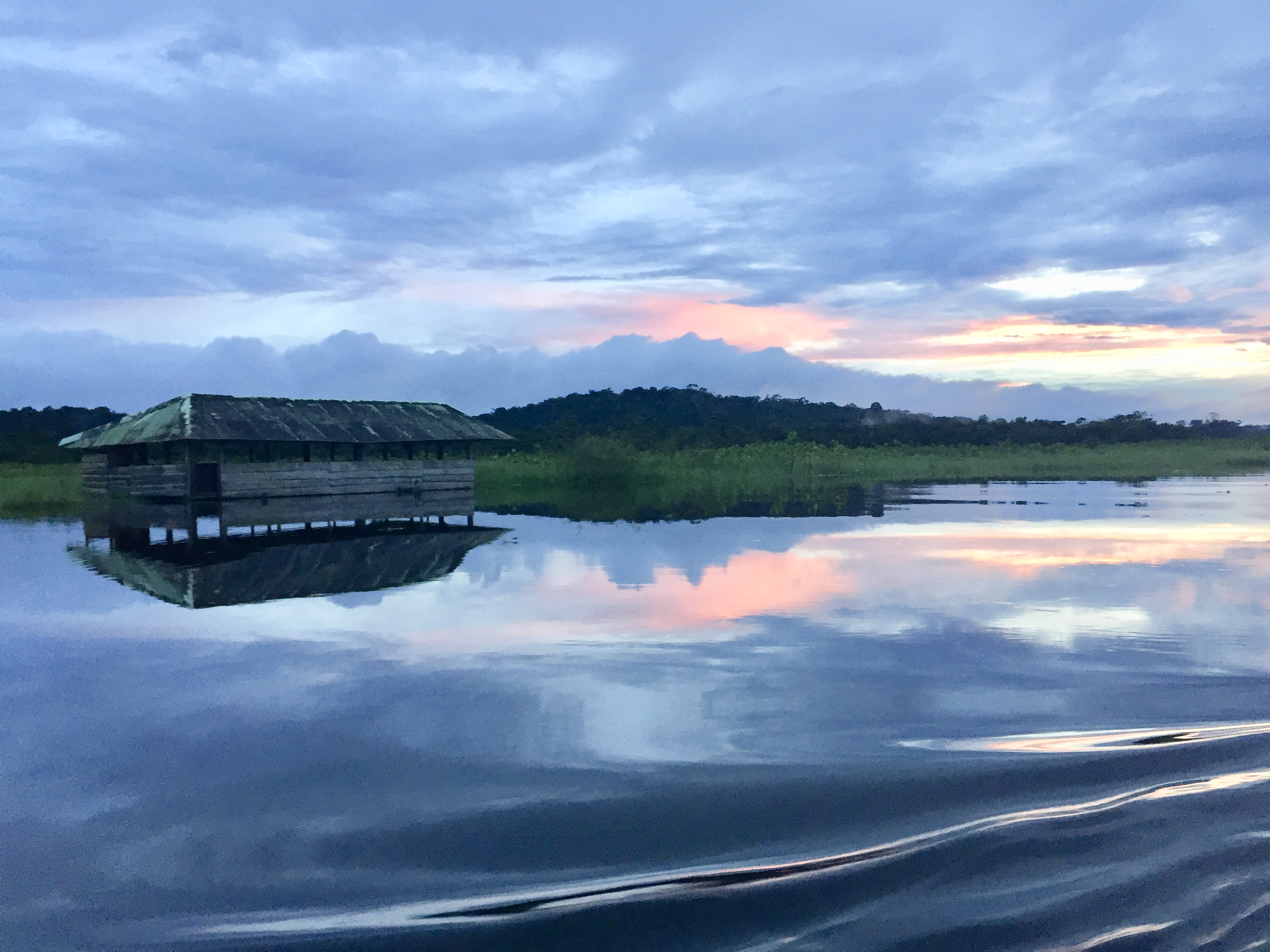
Coucher de soleil, marais de Kaw.
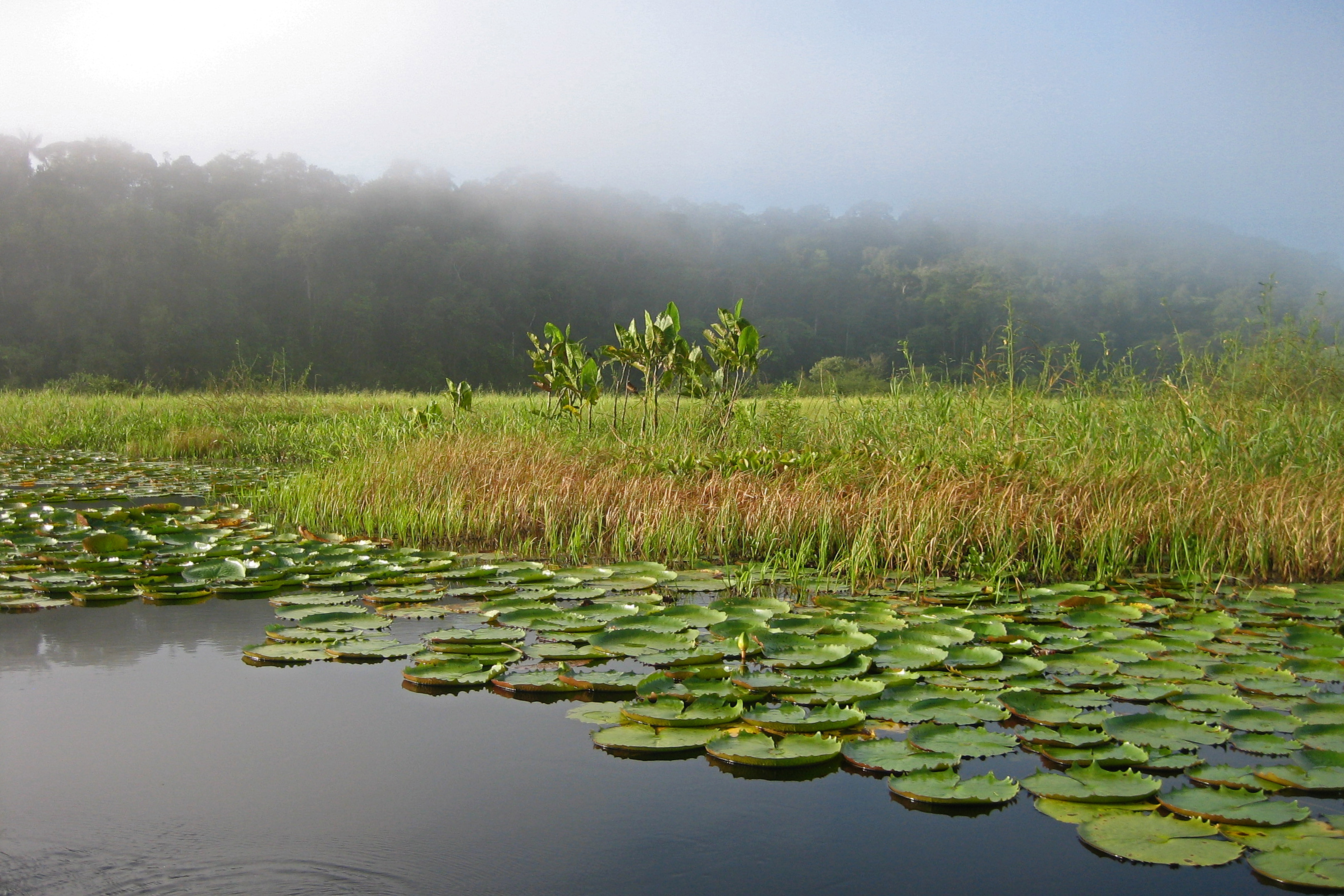
Brume matinale sur les Marais de Kaw.
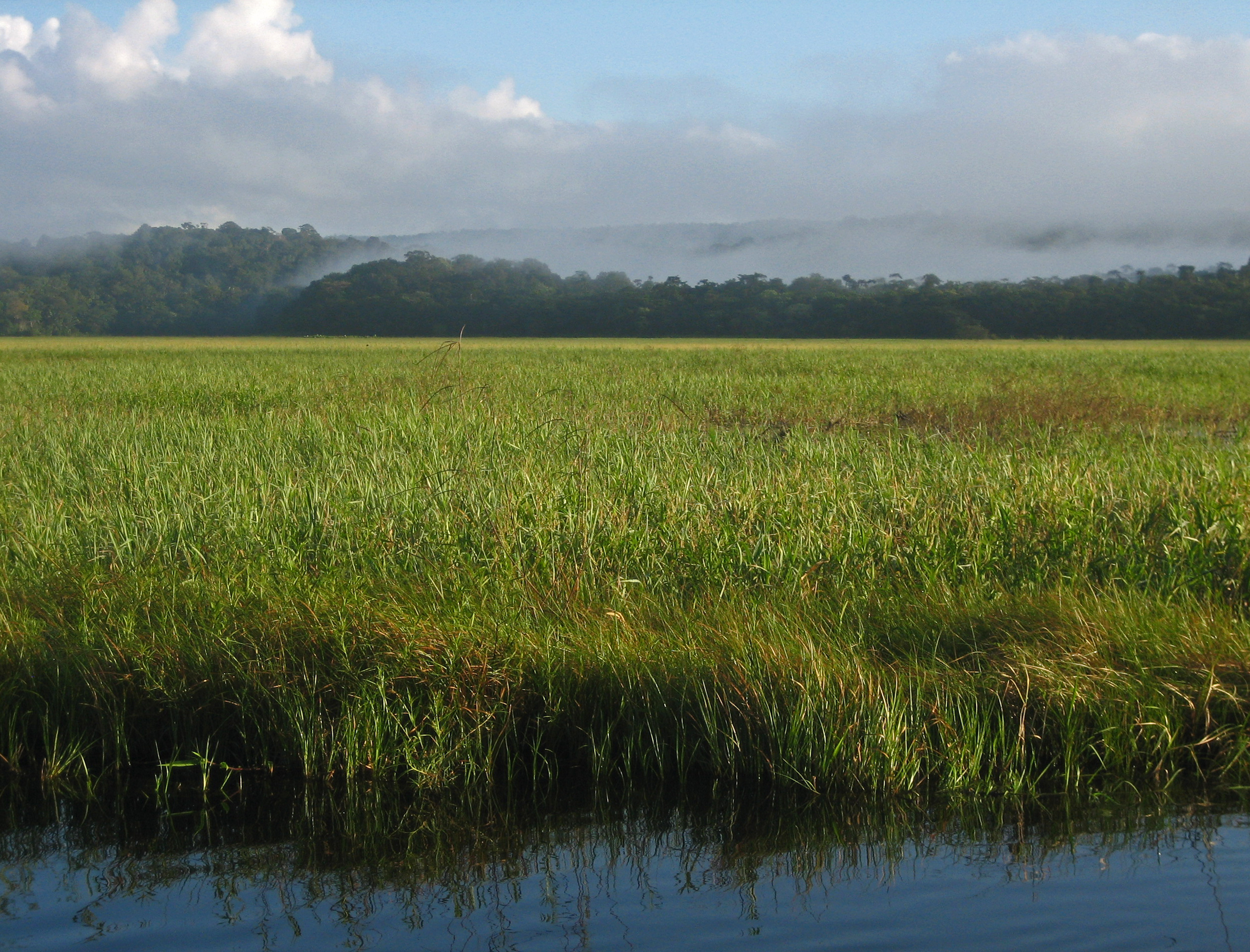
Ambiance matinale sur les Marais de Kaw.
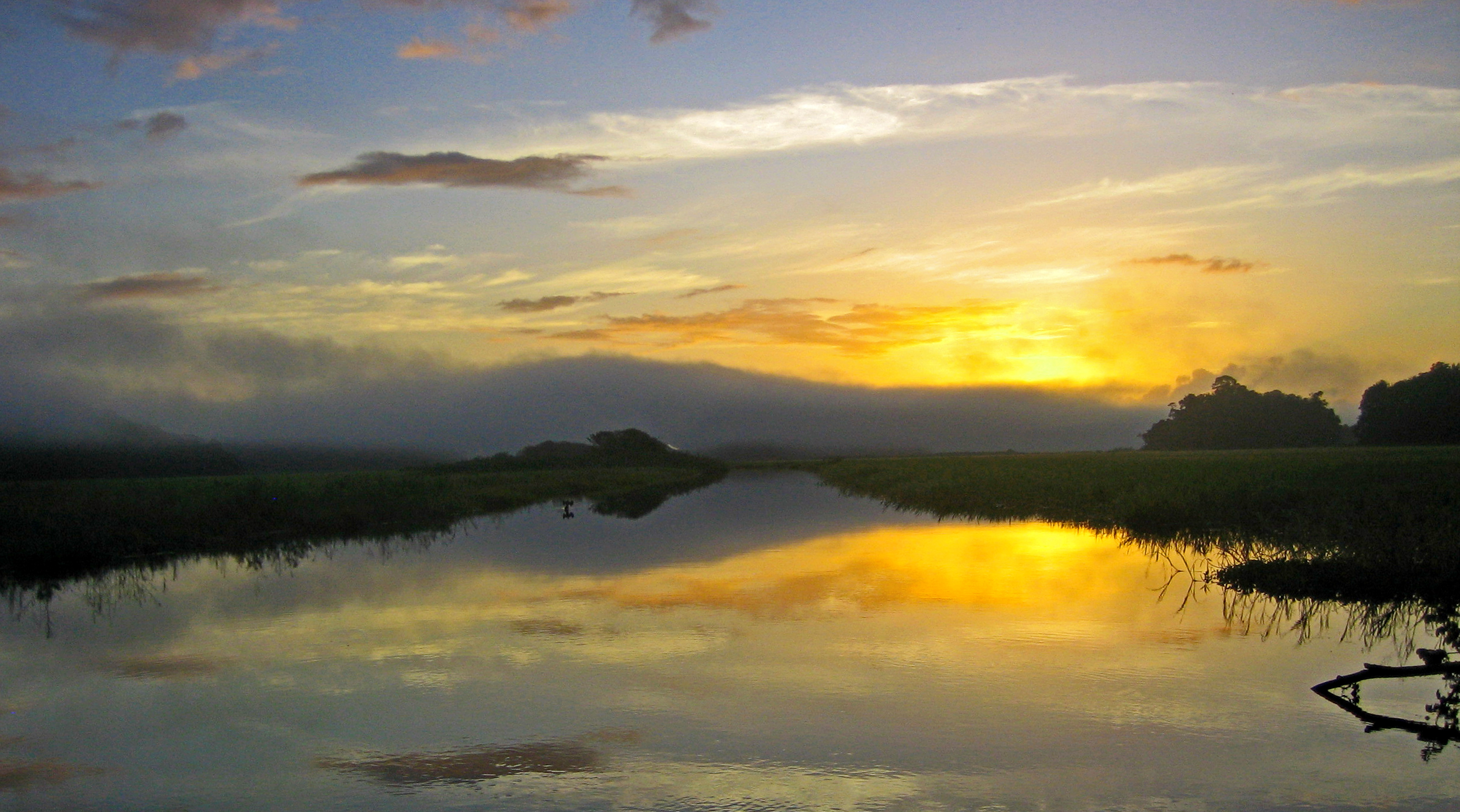
Coucher de soleil sur les Marais de Kaw.
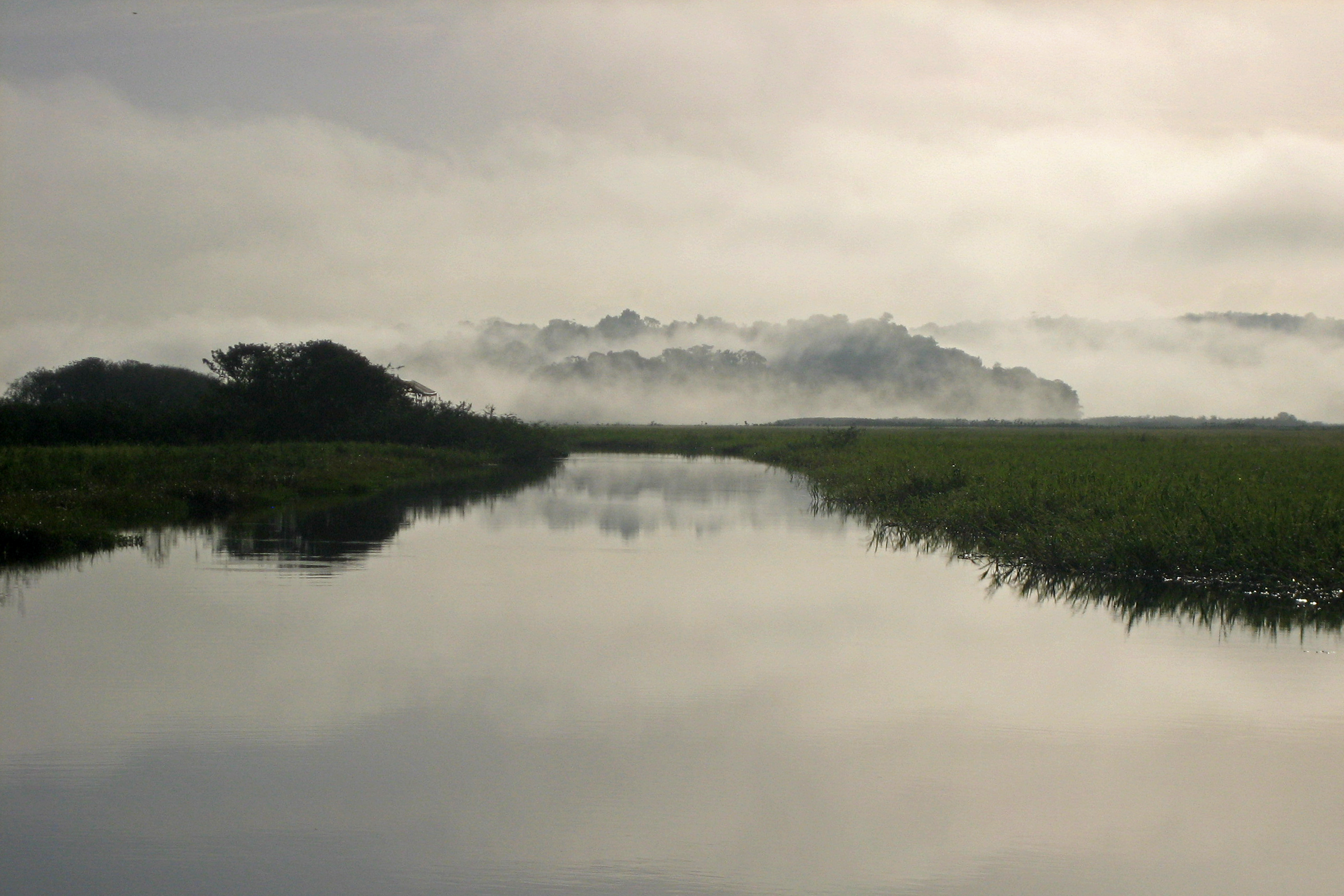
Brume matinale.
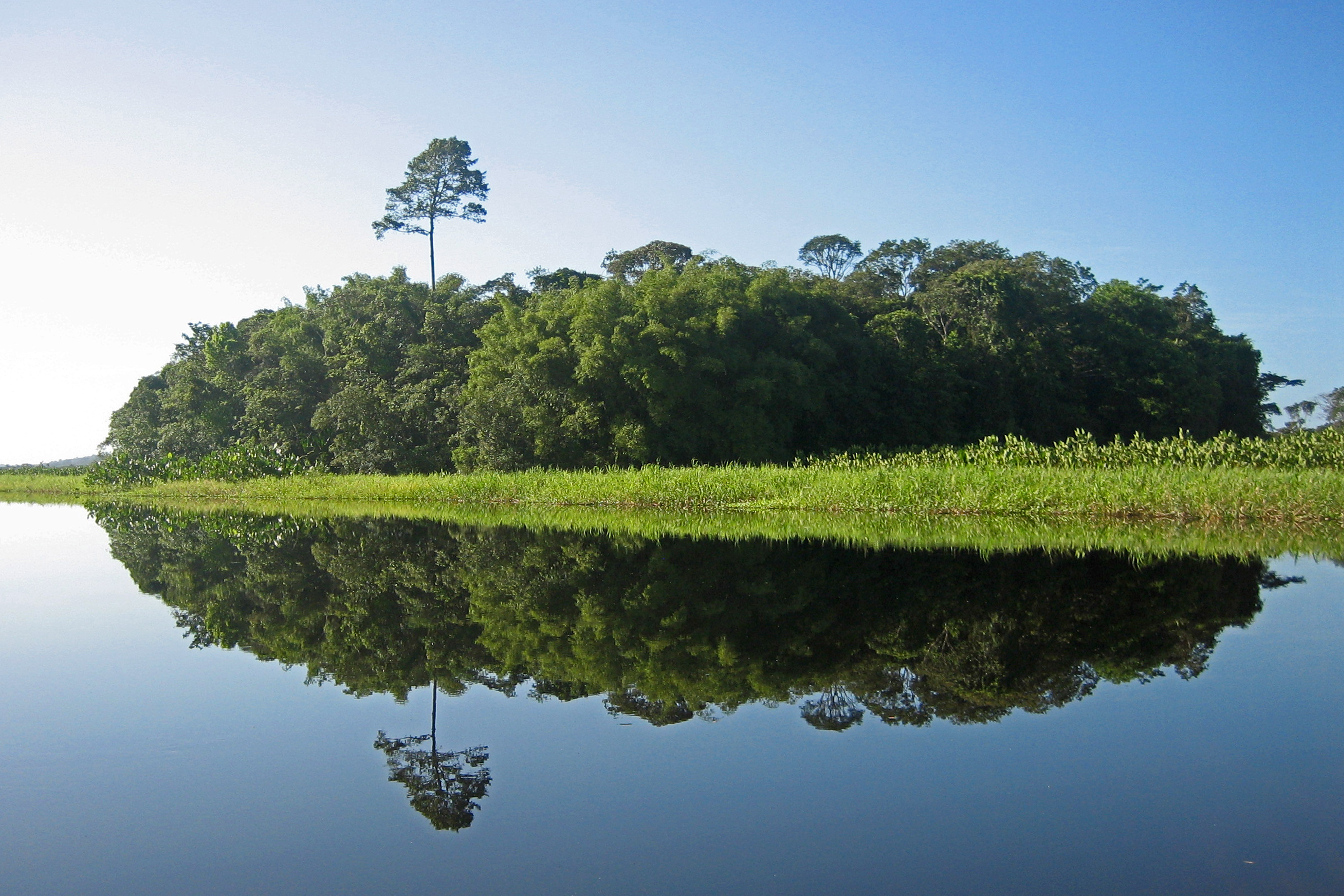
Reflets dans l'eau des Marais de Kaw.
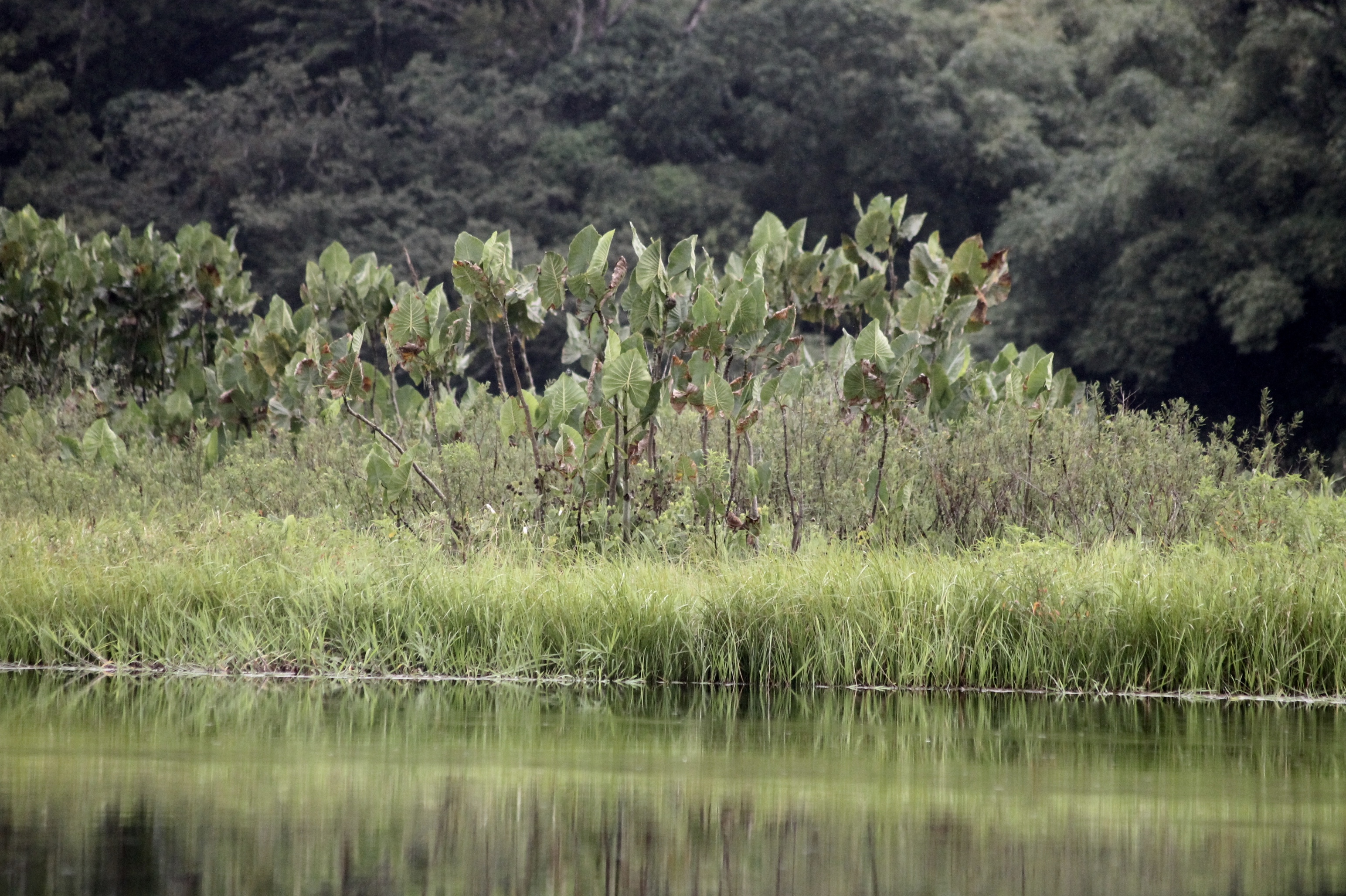
Matin brumeux à Kaw.
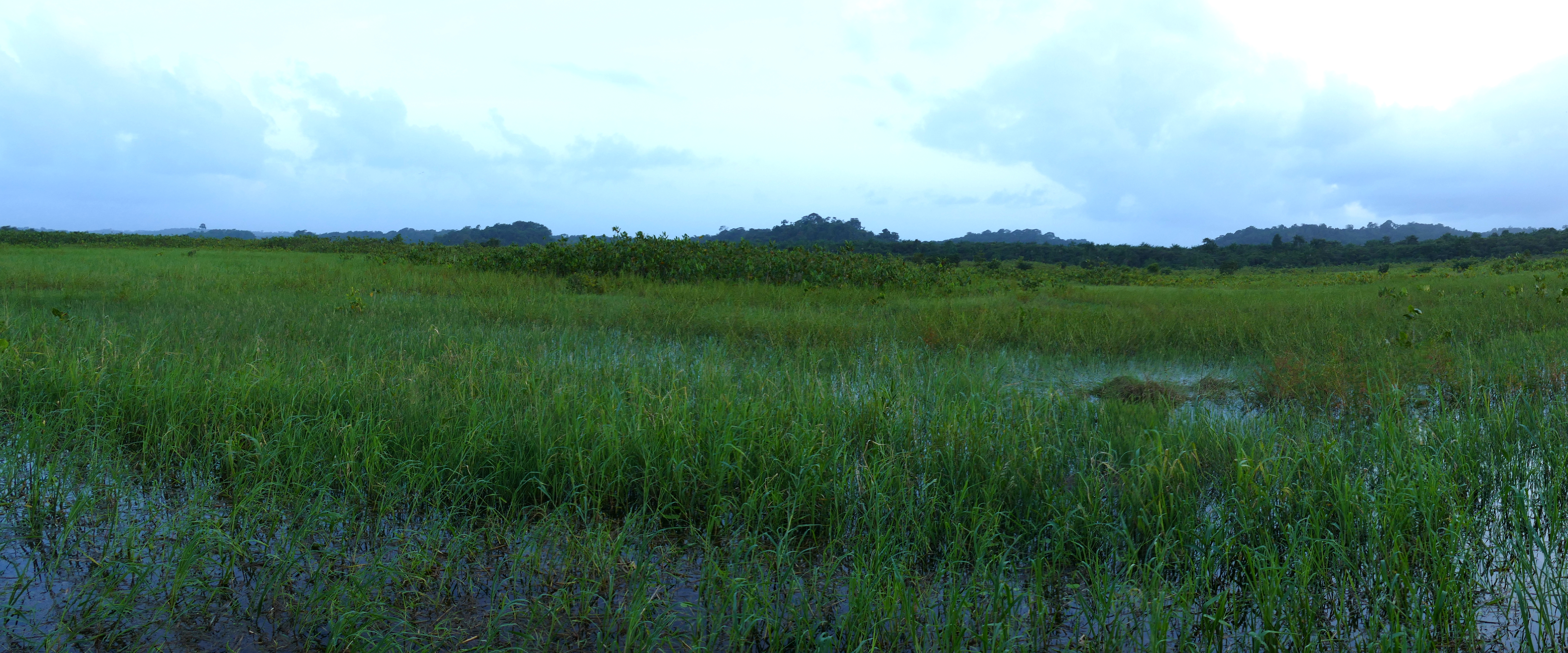
Savanne inondée à Kaw.
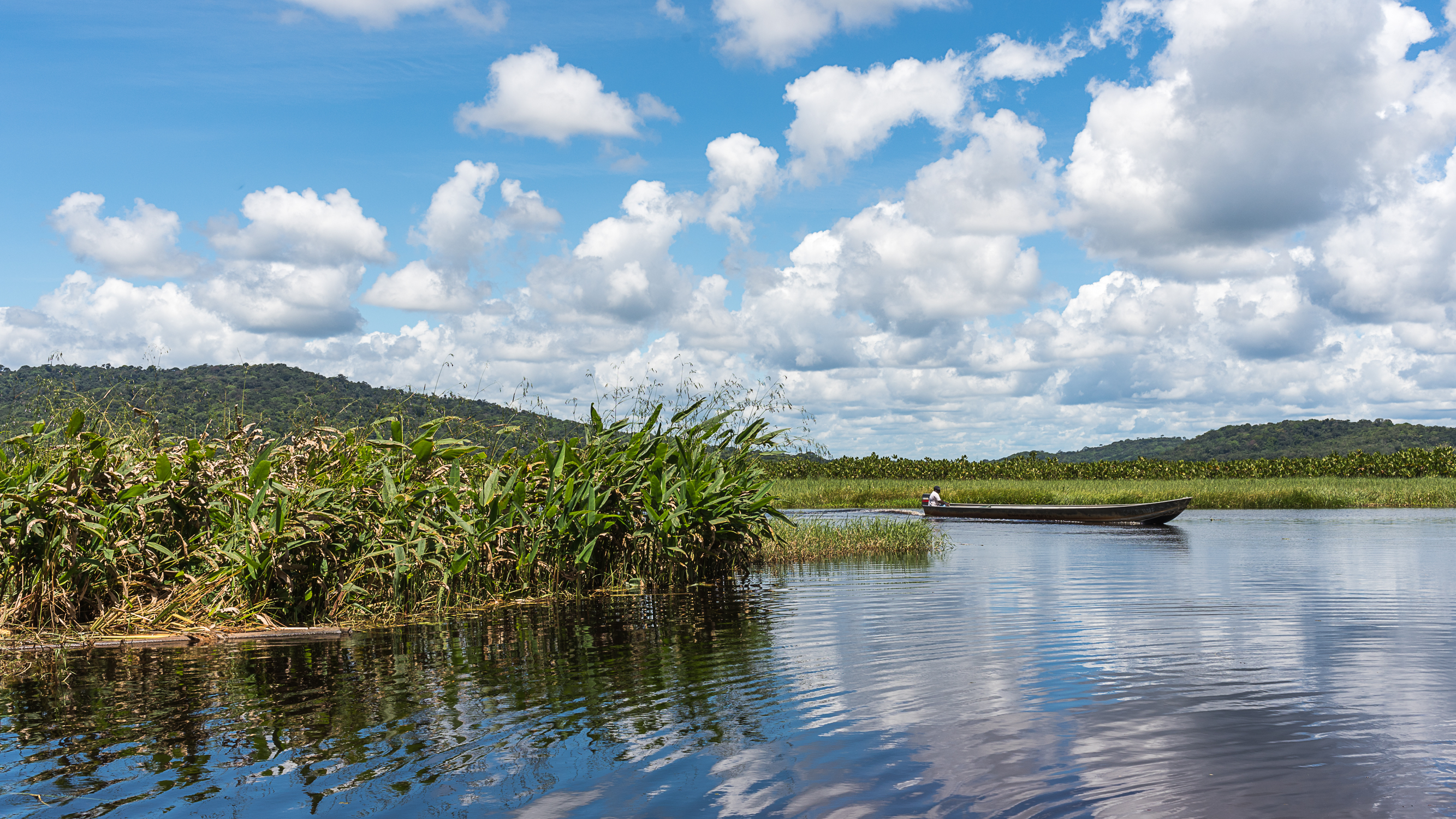
Sur l'eau, réserve de Kaw.
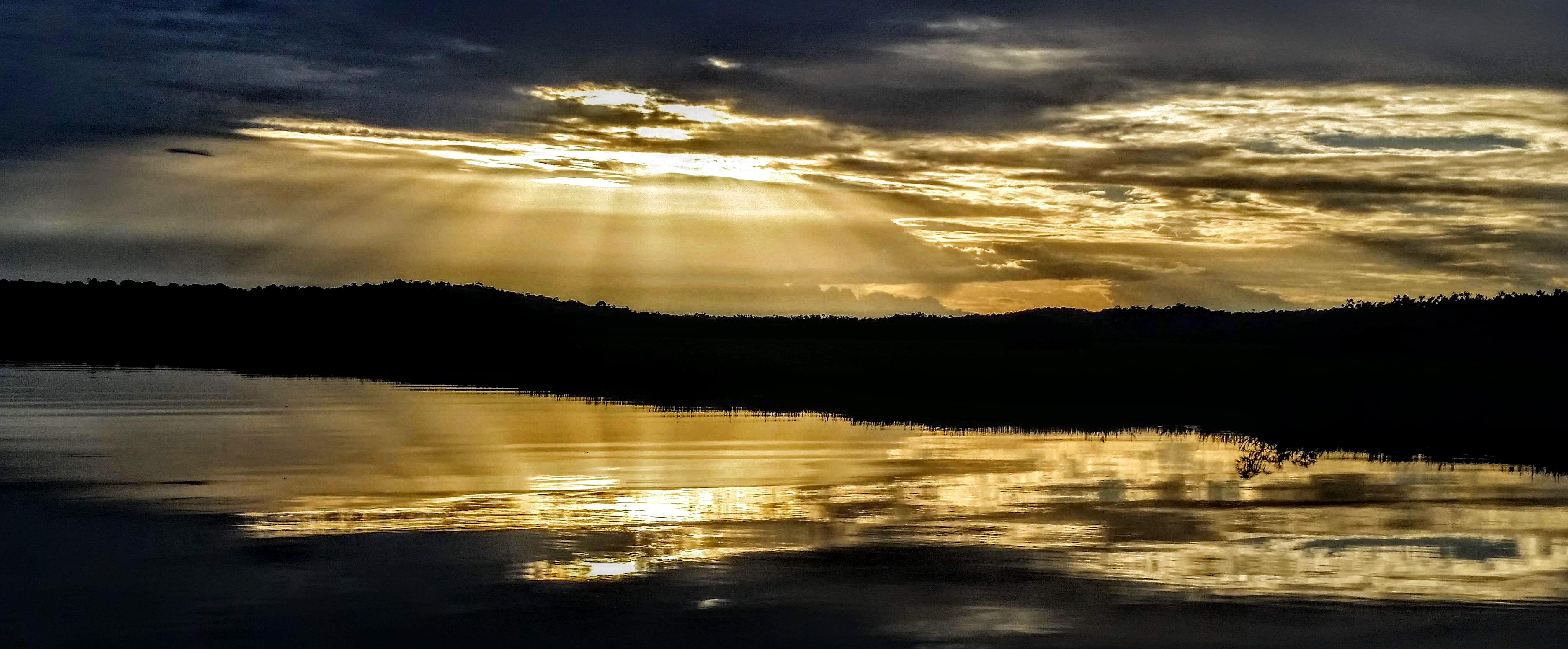
Coucher de Soleil sur les marais de Kaw.
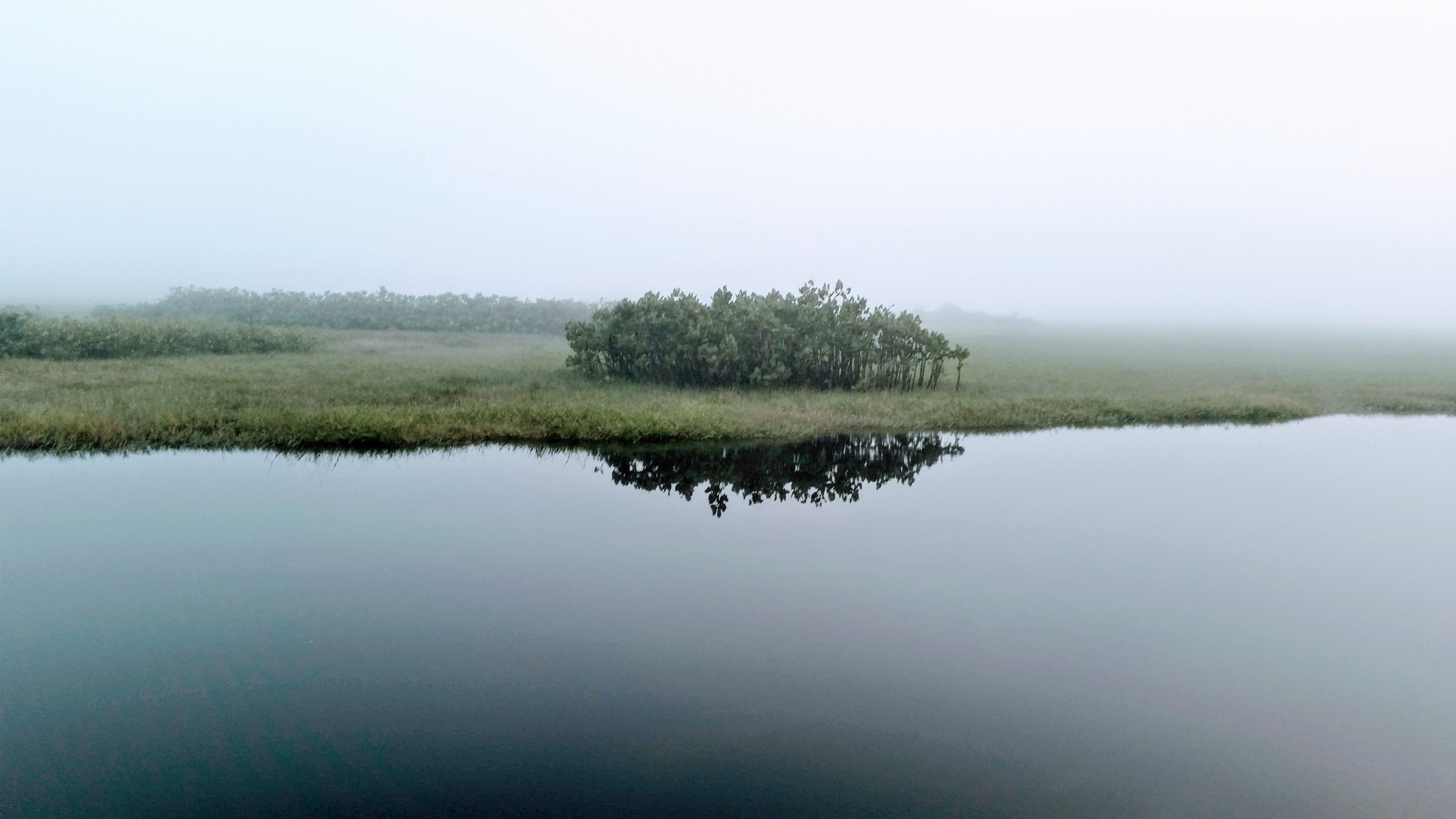
Lever du jour sur le Marais de Kaw.
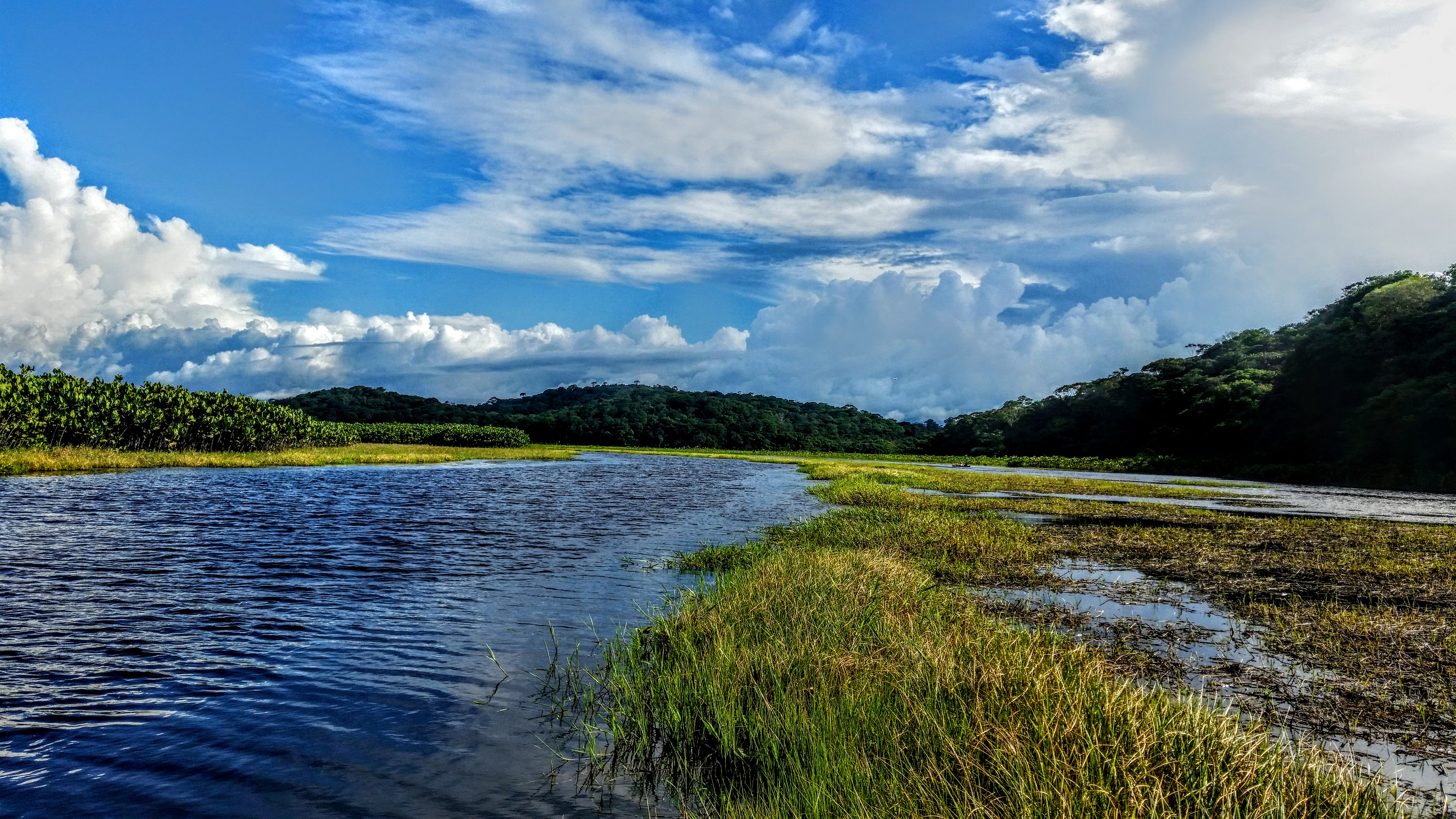
Fin d'après-midi sur les marais de Kaw.
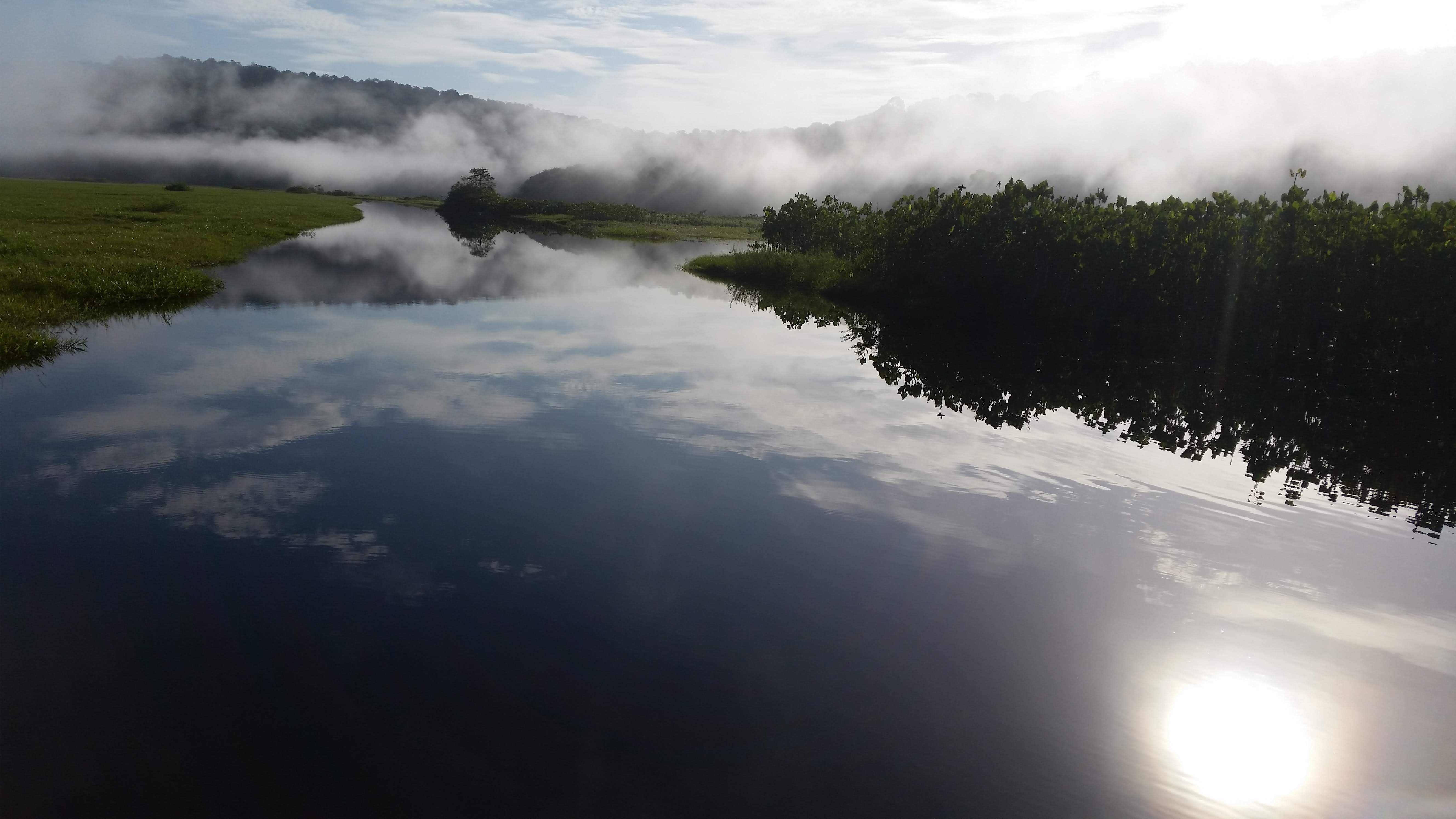
Début de matinée sur les marais de Kaw.
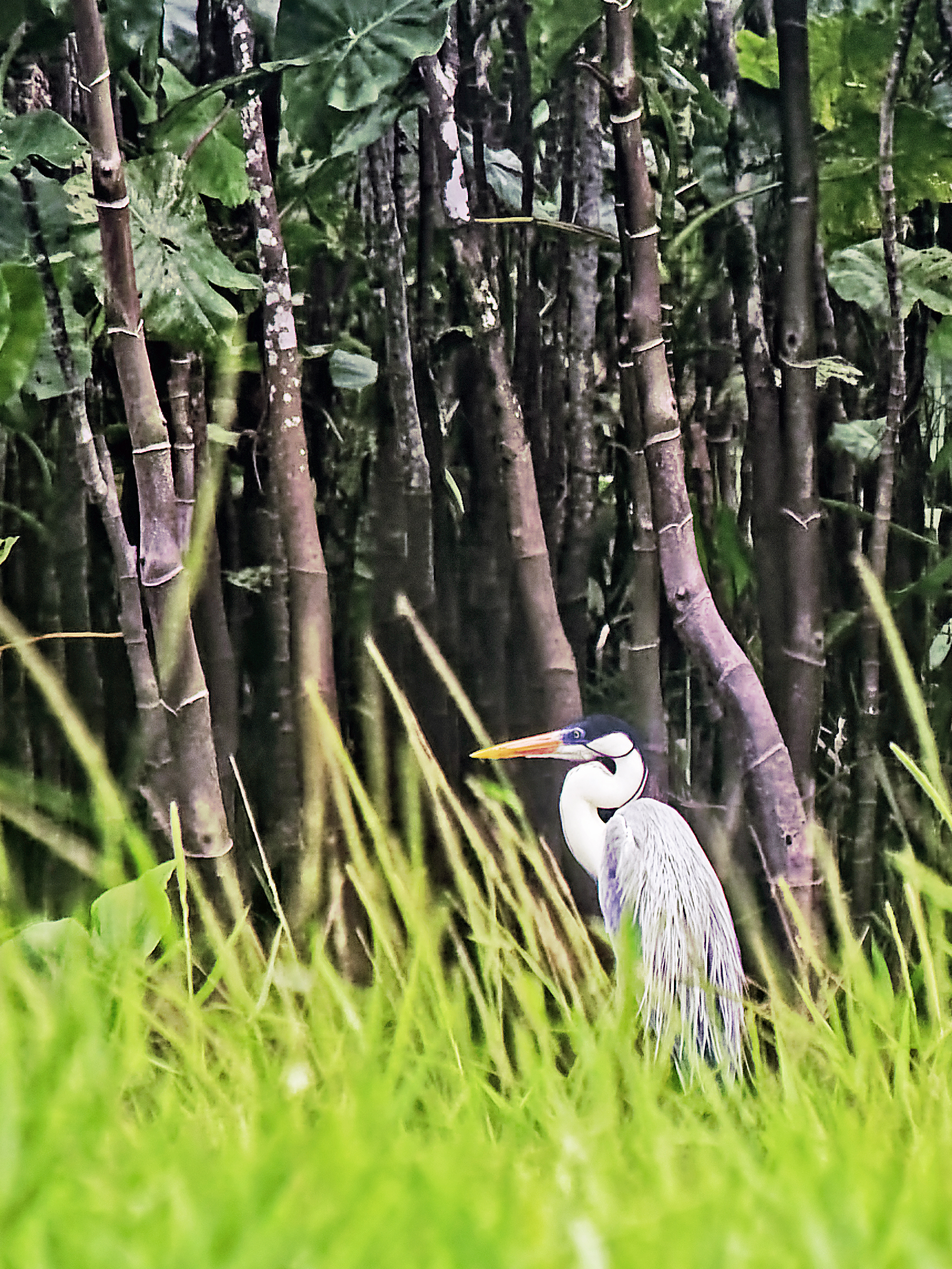
Berges du marais de Kaw lors d'une visite en pirogue.
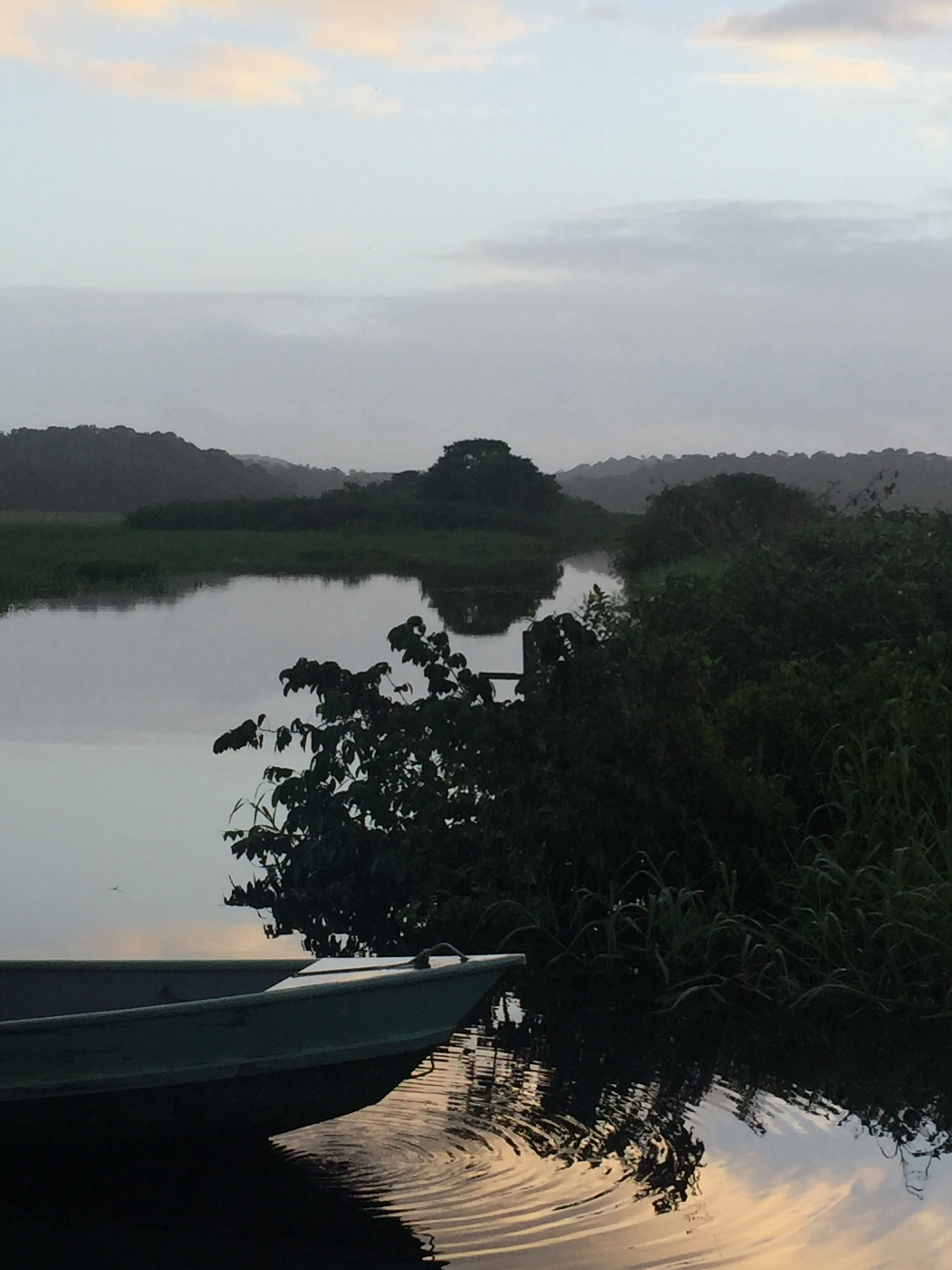
Lever du jour à Kaw.